# Замойський німецький округ
50°43′00″ пн. ш. 23°16′00″ сх. д. / 50.716667° пн. ш. 23.266667° сх. д.
Операція в Замості (нім. Aktion in Zamość)  — німецька акція переселення поляків південної частини люблінського воєводства окупованої німцями Польщі задля створення на Замойщині округу для заселення його німецькими поселенцями.

## Зміст
«Операція у Замості» проходила на теренах Замойського, Грубешівського та Білгорайського повітів і тривала з перервами від 27 листопада 1942 р. до серпня 1943 р. Вона була частиною загального Генерального Плану Схід (нім. Generalplan Ost) з метою створення валу з німецьких поселенців на Сході, зокрема, задля швидкої германізації Замойщини.
Операція реалізовувалася під патронатом відомства бриґадефюререра СС Оділа Ґлобочніка і передбачала поселення на місцях колишнього проживання поляків та українців фольксдойчів з Боснії, Румунії, Словенії та інших країн.
Польський дослідник Ґжеґож Мотика в межах цієї операції також виокремлює «Українську операцію» (нім. Ukraineaktion), зазначаючи, що на місце виселених поляків мали перемістити українців, попередньо виселених із повіту Замостя. Це дозволило б створити «захисний пояс навколо німецької поселенської зони», який прикривав би німців від ударів польських партизанів, дислокованих у білґорайських лісах.

## Перебіг
Пробне виселення кількох сіл німці влаштували вже восени 1941 р., але лише 27 листопада 1942 р. почалася головна «Операція в Замостю», яка до кінця грудня охопила шістдесят сіл, де мешкали 34 тис. осіб. Натомість 15 січня 1943 р. розпочалася «Українська операція». Перші виселення охопили села Грубешівського повіту. Із 14 739 поляків було впіймано 5 578 осіб, іншим вдалося втекти і частково поповнити лави польського підпілля. Багато людей змінювало конфесію (переходили на православ'я) та клопотали про видачу їм українських посвідок.
Жертвами німецьких виселень і репресій, які їх супроводжували, стало понад 120 тис. поляків з близько 300 населених пунктів — близько 11 тис. з них убито, 52 тис. вивезено на роботи до Німеччини чи в табори, 58 тис. вважалися втікачами. Остання категорія стала джерелом поповнення різного роду партизанських загонів (АК, Батальйонів хлопських, комуністичних партизан) чи різних напівполітичних-напівкримінальних загонів.
Більшість поляків винними у своєму лихові вважали не тільки німців, а й українців, попри те, що близько 23 тис. з них теж були силою переселені окупантами. Відвернути увагу на українців — такою була одна з цілей німецької політики, тому переселення відбувалося таким чином, щоб довкола нових німецьких з'являлися українські села, які мали служити буфером від імовірних нападів польських партизан.
В документах українського підпілля це переселення описано наступним чином:
|  | Крайсгавптман доручає голові УДК вислати наступного дня о 4-ій годині ранку 203 членів комітету до села, призначеного на виїзд, де люди мають протягом однієї години приготовитись до виїзду, взявши з собою лише найнеобхідніші речі, як постіль, одежу, хліб тощо. Крім коней не вільно брати з собою жодної худоби, ні птиці, як теж жадного господарського реманенту, бо це все залишається для фольксдойчів. Точно через годину приїжджає кілька німців та приблизно 25 польських поліцаїв, що немилосердно гонять нещасних людей аж на місце переселення. Поляків не переселяють на нові колонії, тільки до таборів, спеціально для них побудованих. По приїзді українських переселенців на опорожнену поляками кольонію на Білгорайщині, вже першої ночі нападають на них польські банди, що мордують українські родини, а іншим заявляють, щоб забиралися, звідкіль прийшли, ці останні не мають куди вертатися, їздять з місця до місця, мов цигани шукають собі будь-якого пристановища. На виселені українські та польські села вищезгаданих округів німецька влада населює фольксдойчів - румунів. Слід відмітити, що при переселюванні поляків німці присилають українську поліцію і наказують в грубіянський спосіб з ними обходитися і навпаки. Поляки використовують ці акції в своїй пропаганді, горлаючи, що це робиться тільки через українців. |